# Cehegín
Cehegín település Spanyolországban, Murciában. Cehegín Lorca, Caravaca de la Cruz, Moratalla, Calasparra, Mula és Bullas községekkel határos. Lakosainak száma 14 476 fő (2024).

## Népesség
A település népessége az elmúlt években az alábbi módon változott:
| Lakosok száma | 14 383 | 14 804 | 15 798 | 16 235 | 16 248 | 15 955 | 15 193 | 14 983 | 14 710 | 14 476 |
|               | 2001   | 2004   | 2007   | 2009   | 2012   | 2014   | 2017   | 2019   | 2022   | 2024   |